# Sexualzentrum

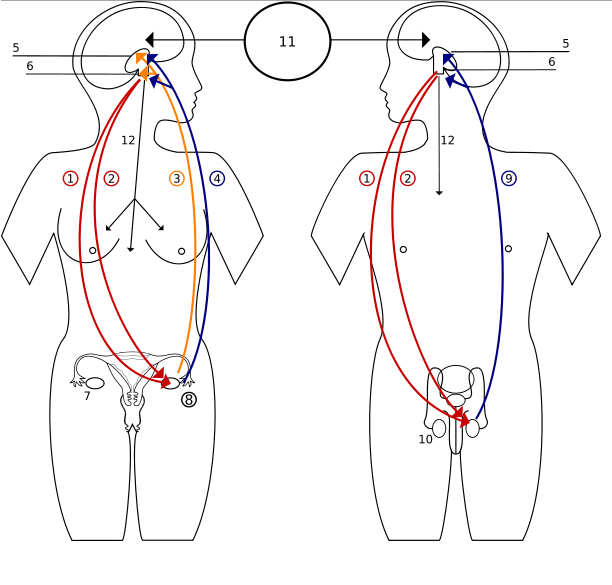
Regelkreis Hypothalamus/Hypophyse/Gonaden

Als Sexualzentrum werden Gebiete des Zentralnervensystems bezeichnet, die der Steuerung der Sexualität dienen. Das Konzept eines eigenständigen abgegrenzten Sexualzentrums ist neurophysiologisch widerlegt. Vielmehr sind verschiedene Gebiete des Gehirns und des Rückenmarks an der Steuerung der Sexualfunktionen beteiligt, die darüber hinaus vielfältige Verbindungen zu anderen Hirnregionen aufweisen.

## Sexualzentren im Gehirn
Im Gehirn sind verschiedene Gebiete an der Steuerung der Sexualfunktionen beteiligt. Dies sind vor allem das Limbische System, der Hypothalamus und die Regio praeoptica.
Bei männlichen Individuen scheinen vor allem der Mandelkern, der Nucleus accumbens und der sexuell dimorphe Kern in der Regio praeoptica eine Rolle bei der Steuerung des Sexualverhaltens zu spielen. Hier finden sich zahlreiche Testosteron-Rezeptoren. Eine Zerstörung des Mandelkerns führt zu Hypersexualität, wird nur der mediale Anteil zerstört, kommt es zu einem Nachlassen der sexuellen Aktivität. Diese beiden Zentren erhalten bei Tieren auch Afferenzen vom Jacobson-Organ. Bei weiblichen Tieren scheint vor allem der ventromediale Hypothalamuskern (Nucleus ventromedialis) die sexuelle Aktivität zu steuern. Er besitzt zahlreiche Estrogen- und Progesteron-Rezeptoren, seine Stimulation fördert bei Ratten die sexuelle Aktivität, die Zerstörung führt zur Aufhebung dieser.
Im engeren Sinne wird die Eminentia mediana im Hypothalamus als Sexualzentrum bezeichnet. Hier liegt der Bildungsort des Gonadoliberins, welches die Ausschüttung der Gonadotropine Follikelstimulierendes Hormon (FSH) und Luteinisierendes Hormon (LH) in der Hypophyse steuert, also das endokrine Zentrum der Gonadenfunktion. Gonadoliberin wird über das Pfortadersystem der Hypophyse zur Hypophyse transportiert.

## Sexualzentren im Rückenmark
Im Rückenmark befinden sich zwei Sexualzentren. Das psychogene spinale Sexualzentrum ist in den Rückenmarkssegmenten Th11–L2, also im unteren Brust- und oberen Lendenmark lokalisiert. Das reflexogene spinale Sexualzentrum liegt im Kreuzmark (S2–S4).

## Erforschungsgeschichte

### Die Sicht der Anatomen

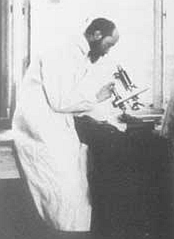
Neurobiologisches Laboratorium Brodmanns

Einzelne Kerne des Hypothalamus waren schon im 19. Jahrhundert beschrieben worden, z. B. das Ganglion opticum basale im Zwischenhirn, das Theodor Meynert in seiner Monografie Vom Gehirne der Säugetiere erstmals beschrieben hat. Sigmund Freud, der Ende des 19. Jahrhunderts im Laboratorium Meynerts neurologische und gehirnanatomische Arbeiten anstellte, formulierte eine vorläufige „chemische Theorie“ der Sexualität. Von Meynert angeregt, hat Auguste-Henri Forel 1877 die Histologie und die Topografie der damals von ihm Regio subthalamica genannten Hirnbasis erforscht. Michael (Mihály) von Lenhossek differenzierte zwar 1887 die ersten Kerne im Zwischenhirn, die systematische Erforschung des menschlichen Hypothalamus setzte jedoch erst 1910 mit Edward F. Malone ein, der die Jacobsohnsche histopathologische Interpretation und die zytoarchitektonische Gliederung Korbinian Brodmanns auf das Zwischenhirn anwendete. Das zentrale Höhlengrau in der Umgebung des Tuber cinereum wurde im Jahre 1910 von Malone noch als homogen und nicht weiter unterteilbar bezeichnet.

### Die Sicht der Pathologen
Der Pathologische Anatom Jakob Erdheim beschrieb schon 1904 aufgrund von Sektionsbefunden bei Patienten mit der Dystrophia adiposogenitalis ein im Zentrum an der Hirnbasis, ein im Hypothalamus befindliches Zentrum, das die adipöse Komponente dieses Syndroms steuere. Hinsichtlich des Genitalzentrums, das Erdheim ebenso im Hypothalamus vermutet, macht er keine konkreten Aussagen. In der Folge, aber auch schon vorher, werden viele klinische und pathologisch-anatomische Befunde beigebracht, die alle auf ein Zentrum im Hypothalamus hinweisen, das den Gonaden übergeordnet ist.

### Die Sicht der Neurophysiologen
Experimente der Neurophysiologie jener Zeit unterstützen die anatomisch-pathologischen Konzepte. Wird noch in den 1890er Jahren, etwa von Friedrich Leopold Goltz der Sitz des Sexualzentrums innerhalb des Gehirns angenommen, kommt man dann mehr und mehr dazu, es an der Basis cerebri zu lokalisieren. So verlegen zu Beginn des Jahrhunderts Joseph Babinski und Alfred Fröhlich das Zentrum in den Hypophysenvorderlappen. Der Hypophysenhinterlappen wird 1910 von Bernhard Fischer-Wasels, Leiter des Senkenbergischen Pathologisch-anatomischen Instituts in Frankfurt am Main, favorisiert. Otto Marburg (27) glaubte 1909 in der Zirbeldrüse ein gonadales Zentralorgan gefunden zu haben. An der Gehirnbasis identifizieren dann Johann Paul Karplus und Alois Kreidl zwischen 1909 und 1912 ein Zentrum des Sympathikus, das im hinteren Teil des Zwischenhirns liegen solle.
Bernhard Aschners Versuche bestätigten 1912 nicht nur das vegetative Zentrum Erdheims im Hypothalamus, sondern auch ein Sympathikuszentrum, wie es schon Karplus und Kreidl angenommen hatten. Darüber hinaus weist Aschner auf ein trophisches Zentrum an der Basis des Zwischenhirns hin. Aschner erwägt 1912, dass es sich hier um ein Menstruationszentrum. handle. Dieses übe einigen Einfluss auf die weibliche Genitalsphäre. aus. „Solche trophischen Zentren und Bahnen für das Genitalsystem dürften aber nicht nur im Zwischenhirn, sondern von diesem abwärts im ganzen Hirnstamm, in der Medulla oblongata, im Kleinhirn und schließlich auch im Rückenmark zu finden sein“. Aschner folgert, die genauere Lokalisation und physiologische Erforschung, z. B. auch eines extragenitalen „Menstruationszentrums“, stelle eine attraktive Aufgabe für die Zukunft dar. Von einem „Genitalzentrum im Gehirn“ (Sexualzentrum) spricht Aschner erst 1918. In Aschners Vorstellungen von 1912 war ein Regelkreismodell, wie wir es heute kennen, freilich noch nicht denkbar.
Ein Paradigmenwechsel fand jedoch nicht statt, da durch Harvey Cushings und auch durch Artur Biedls autoritäre Interventionen das Interesse der Untersucher auf die Erforschung der Hypophysenfunktion gerichtet wurde.

### Die Synthese der Endokrinologen
Das Mittelhirn wird erst in den 1930er-Jahren vermehrt in Betracht gezogen. So weisen Walter Schoeller und Gehrke 1933, Schoeller 1932 und Adolf Butenandt 1934 auf eine mögliche Lokalisation des Sexualzentrums im Mittelhirn hin. Eine Berechtigung hierfür kann aus den Versuchen Hohlwegs und Junkmanns mit Parasympatholytika abgeleitet werden. Nach damaliger Auffassung lag das Zentrum des Parasympathikus im Mittelhirn, während der Hypothalamus in der Hauptsache die Funktion des sympathischen Nervensystems regele.
Schon zwei Jahre früher, im Jahre 1930, haben der Rumäne Grigore T. Popa und die Australierin Una Lucy Fielding eine venöse Verbindung zwischen Hypophysenvorderlappen und Hypothalamus beschrieben. Sie sahen mehr als ein Dutzend Venen aus der Pars tuberalis der Hypophyse in den Trichterlappen und von dort aus in das Tuber cinereum ziehen. Popa und Fielding interpretieren die Strömungsrichtung jedoch fälschlicherweise als eine zentripetale, vom Hypophysenvorderlappen zum Hypothalamus verlaufende.
Erst 20 Jahre nach Aschners Erstbeschreibung des Sexualzentrums im Zwischenhirn konnten Walter Hohlweg und Karl Junkmann aus dem Hauptlaboratorium der Schering-Kahlbaum AG in Berlin 1932 experimentell nachweisen, dass die gonadotrope Funktion der Hypophyse von einem Zentrum im zentralen Nervensystem (ZNS) gesteuert wird. Hans H. Simmer beschrieb den diesbezüglichen endokrinologischen Diskurs der 1930er Jahre. Ein negatives Feedback zwischen Gonaden (Estrogene) und Hypophyse wurde durchaus kontrovers diskutiert. Das Fundament des endokrinen Zusammenspiels gonadaler Funktionen mit dem Zentralen Nervensystem war, anhand klinischer Beobachtungen, pathologisch anatomischer Befunde und Tierexperimente, gelegt.

### Regelkreise (Rückkopplung)
1932 wurde von Hohlweg und Junkmann ein Dreiecksschema verwendet in welchem die Beziehungen zwischen Keimdrüse (Ovarium), Hypophyse und Zentralnervensystem (ZNS) visualisiert wurde.
Verminderung oder Ausfall des Keimdrüsenhormons steigert über das Sexualzentrum im ZNS die hypophysäre Hormonproduktion, während Sättigung mit Sexualhormon auf gleichem Wege die hypophysäre Sekretion hemmt. Die Verbindung zwischen dem Zentralnervensystem und der Hypophyse denken sich Hohlweg und Junkmann 1932 als zentrifugal verlaufende nervale Verknüpfung.

## Endokrines ZNS-Zentrum
Die führende Rolle des endokrinen Hypothalamus in diesem Regelkreise wurde durch den Nachweis bestätigt, dass Hoden Hormone nach der Transplantation in andere Stellen des Körpers, so lange weitersezernieren, wie die Hypophyse intakt ist, während transplantierte Hypophysen diese Fähigkeit verlieren.

## Weiterführende Literatur zur Geschichte des Hypothalamus
- Evelyn Anderson: Earlier ideas of hypothalamic function, including irrelevant concepts. In: Webb Haymaker, Evelyn Anderson, Walle Nauta (Hrsg.): The Hypothalamus. Charles C. Thomas, Springfield, Illinois 1969, S. 1–12.
- Evelyn Anderson, Webb Haymaker: Breakthroughs in hypothalamic and pituitary research. In: Progress in Brain Research. 41, Amsterdam 1974, S. 1–60.
- Marius Tausk: brief endocrine history of the german-speaking peoples. In: J. Kracht, A. von zur Mühlen, P.C. Scriba (Hrsg.): Endocrinology Guide. Brühlsche Universitätsdruckerei, Gießen 1976, S. 1–34.
- Victor Cornelius Medvei: A History of Endocrinology. International Medical Publishers, Lancester/  Boston / The Hague 1982.
- Rudolf Pappenberger: Abhängigkeit der gonadalen Funktion vom Zentralen Nervensystem. Klinische Beobachtungen und Tierexperimente zwischen 1850 und 1912. Inauguraldissertation. Med. Fak. der Univ. Erlangen – Nürnberg 1985.
- Hans H. Simmer: The beginnings of endocrinology. In: Allen G. Debus (Hrsg.): Medicine in Seventeenth Century England. A Symposium held at UCLA in honor of C.D.O'Malley. University of California Press, Berkeley / Los Angeles / London 1974, S. 215–235.